# 濟州櫻
濟州櫻（學名：Prunus ×  nudiflora；韩语：／ Jejubeonnamu）又称王櫻（韩语：／ wangbeonnamu），是一種分布於韓國濟州島漢拏山、全羅南道海南郡大芚山的是一種櫻花。
本種曾被認為是染井吉野櫻（P.  × yedoensis）的變種，但現代已知兩者都是雜交種，兩者在日本亦有分佈。

## 命名
1908年4月15日，居住於濟州島西歸浦神父Taquet於漢拏山北側採集王櫻。1912年，王櫻受到德國柏林洪堡大學博士認可為新種。